# Chilocardamum
Chilocardamum là chi thực vật có hoa trong họ Cải.